# Dywizja Piechoty Neuhammer
Dywizja Piechoty Neuhammer (niem. Infanterie-Division Neuhammer) –  jedna z niemieckich dywizji piechoty. Utworzona w kwietniu 1944  na poligonie w Neuhammer w VIII Okręgu Wojskowym jako dywizja 26 fali mobilizacyjnej. W maju tego roku przyłączona do Grupy Armii Południowa Ukraina, włączona do 34 Dywizji Piechoty (przerzucanej wtedy do Włoch). Sztab został dołączony do 226 Dywizji Piechoty.

## Skład
- pułk piechoty Neuhammer 1
- pułk  piechoty Neuhammer 2
- batalion artylerii Neuhammer
- batalion inżynieryjny Neuhammer